# 羅仲深
羅仲深，江西泰和人，明朝政治人物、進士出身。

## 生平
永樂四年，登進士。后選為翰林院庶吉士，編撰永樂大典。